# Hexatoma leucotela
Hexatoma leucotela är en tvåvingeart som först beskrevs av Walker 1856.  Hexatoma leucotela ingår i släktet Hexatoma och familjen småharkrankar.
Artens utbredningsområde är Singapore. Inga underarter finns listade i Catalogue of Life.